# Mesnil-Val
Mesnil-Val is een gehucht in de Franse gemeente Criel-sur-Mer in het departement Seine-Maritime in Normandië.
Het gehucht ligt in het noordoosten van de gemeente, drie kilometer ten noordoosten van het dorpscentrum van Criel-Sur-Mer, tegen de grens met Flocques. Mesnil-Val ligt een kilometer van de Kanaalkust, waar zich de badplaats Mesnil-Val-Plage bevindt.

## Geschiedenis
In 1690 werd hier een Chapelle Notre-Dame opgetrokken.
Op de 18de-eeuwse Cassinikaart is het gehucht Menival weergegeven. Mesnil-Val en het naburige Les Quesnets hoorden parochiaal bij Flocques, maar werden in 1765 bij Criel gevoegd.
Op het eind van het ancien régime op het eind van de 18de eeuw, toen de gemeenten werden gecreëerd, kwam de plaats grotendeels bij de gemeente Criel-sur-Mer, al lag het gehucht tegen de gemeentegrens met Flocques aan.
Vanaf het eind van de 19de eeuw en het begin van de 20ste eeuw ontwikkelde zich ten noordwesten van Mesnil-Val de toeristische badplaats Mesnil-Val-Plage.
Het noorden van het gehucht lag nog op het grondgebied van de gemeente Flocques, tot dat stuk grondgebied in 1959 van Flocques werd overgeheveld naar de gemeente Criel-sur-Mer, zodat Mesnil-Val volledig in deze gemeente kwam te liggen.
Criel-sur-Mer · Mesnil-à-Caux · Mesnil-Val · Mesnil-Val-Plage · Les Quesnets